# Rau'shee Warren
Rau'shee Warren (Cincinnati, 13 de febrero de 1987) es un deportista estadounidense que compitió en boxeo. Ganó tres medallas en el Campeonato Mundial de Boxeo Aficionado entre los años 2005 y 2011.
En noviembre de 2012 disputó su primera pelea como profesional. En enero de 2016 conquistó el título internacional de la AMB y de la IBO, en la categoría de peso gallo. En su carrera profesional tuvo en total 22 combates, con un saldo de 19 victorias y 3 derrotas.

## Palmarés internacional
| Campeonato Mundial | Campeonato Mundial       | Campeonato Mundial | Campeonato Mundial |
| Año                | Lugar                    | Medalla            | Categoría          |
| ------------------ | ------------------------ | ------------------ | ------------------ |
| 2005               | Mianyang (China)         | Medalla de bronce  | 51 kg              |
| 2007               | Chicago (Estados Unidos) | Medalla de oro     | 51 kg              |
| 2011               | Bakú (Azerbaiyán)        | Medalla de bronce  | 52 kg              |